# Гагенбург
Гагенбург (нім. Hagenburg) — громада в Німеччині, розташована в землі Нижня Саксонія. Входить до складу району Шаумбург. Складова частина об'єднання громад Заксенгаген.
Площа — 16,23 км2. Населення становить 4570 ос. (станом на 31 грудня 2021).

## Галерея

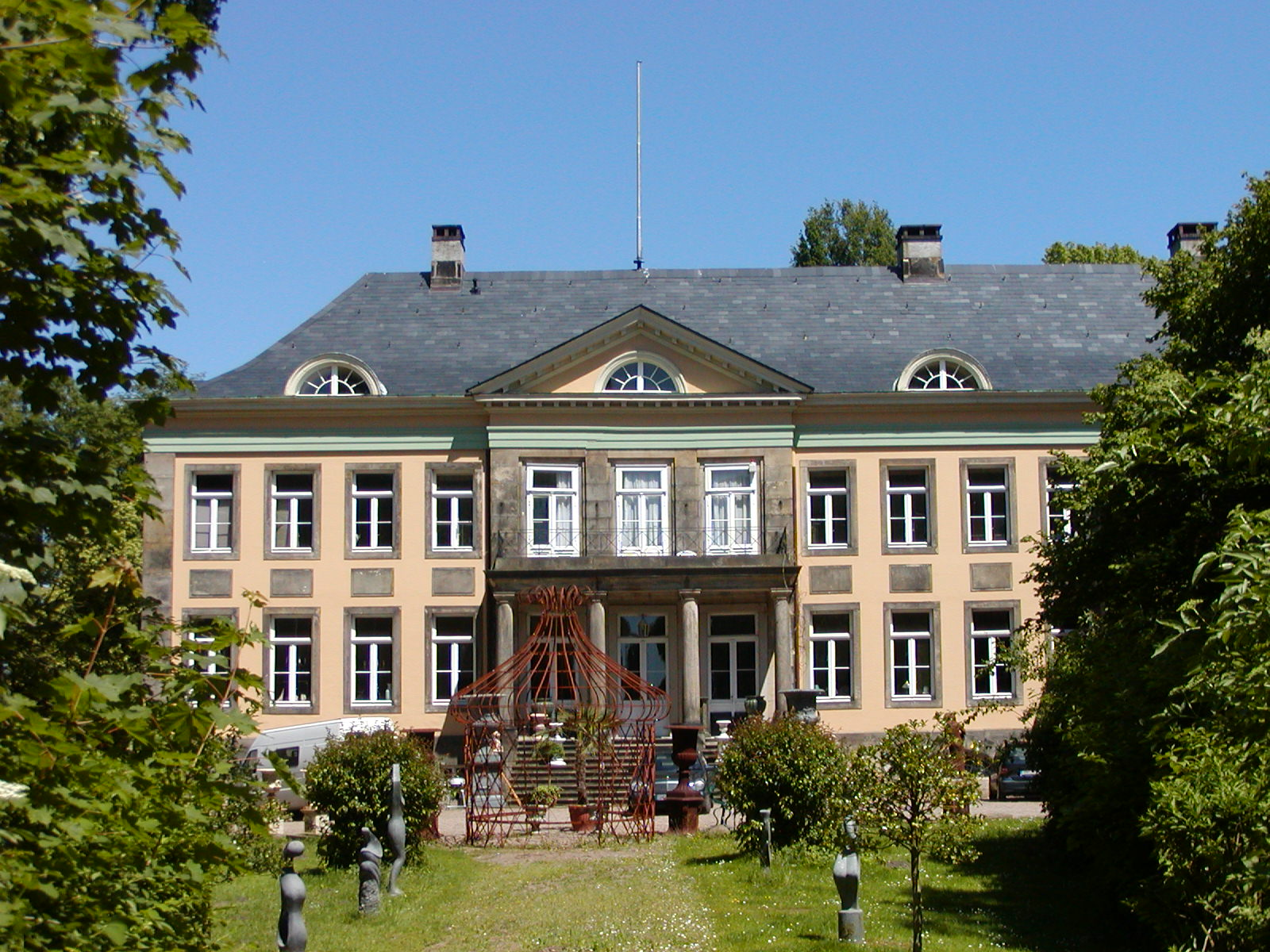
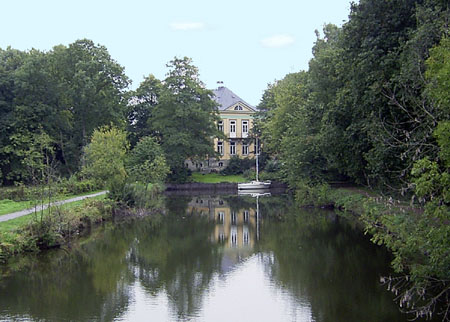
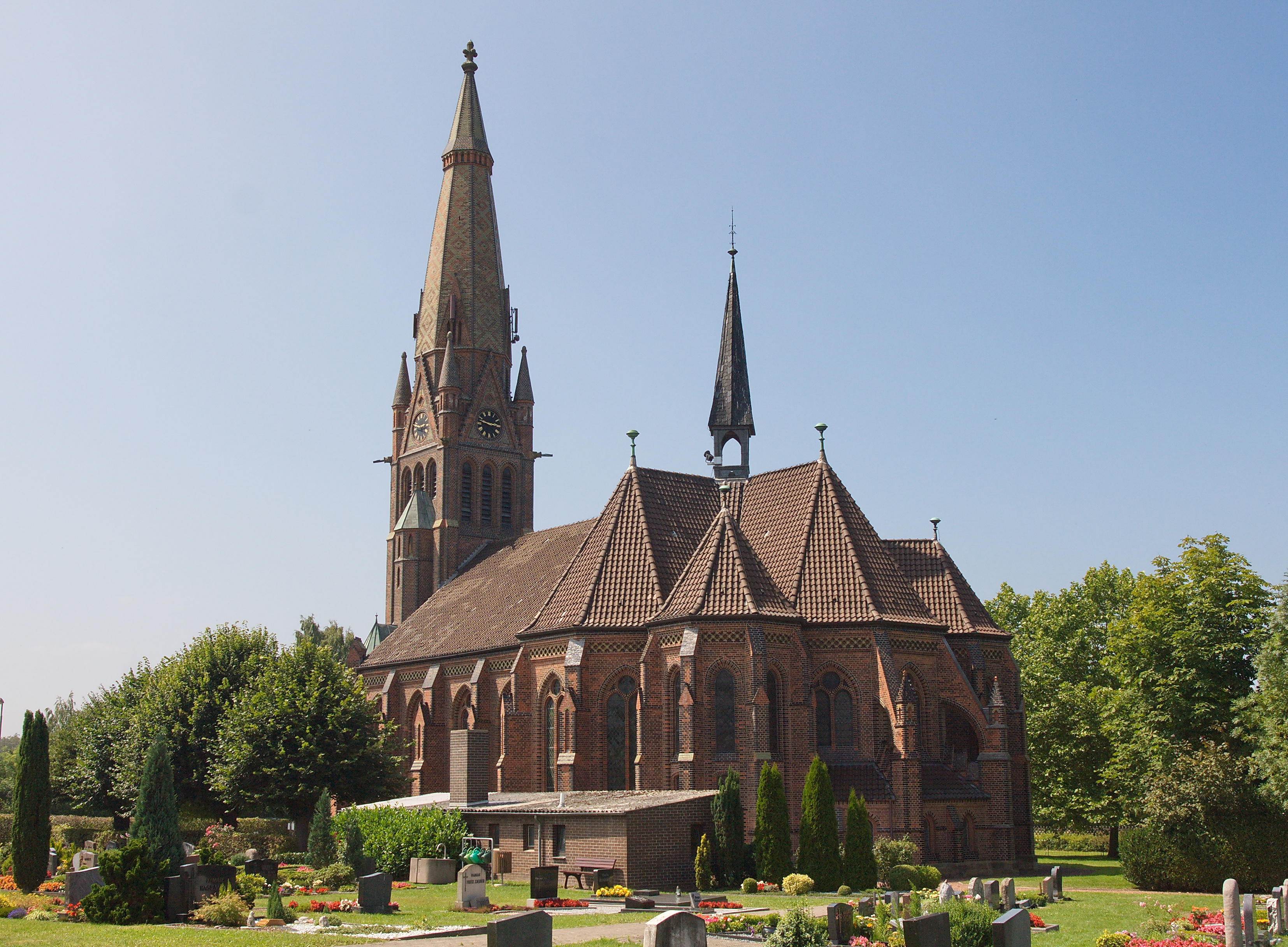